# 山本和幸
山本 和幸（やまもと かずゆき、1984年4月10日 - ）は、地方競馬の佐賀競馬場土井道隆厩舎所属の元騎手である。勝負服の柄は桃、胴黒右襷。福岡県出身。血液型A型。地方競馬教養センター騎手課程第81期生。現在は佐賀競馬場井樋明正厩舎の厩務員。

## 来歴
2005年3月31日付けで地方競馬騎手免許を取得。同年4月29日第2回佐賀競馬1日目第5競走C2条件戦サカモトローレルで初騎乗（9頭立て1番人気6着）。同年7月31日第6回佐賀競馬6日目第7競走B2条件戦をワールドバトラーで優勝し、初勝利（9頭立て2番人気）。
2006年3月25日第18回佐賀競馬5日目第2競走3歳条件戦ストーンブックでの騎乗（9頭立て7番人気し7着）を最後に騎手免許を返上し引退した。
地方通算成績は114戦7勝・2着4回・3着10回・勝率6.1%・連対率9.6%